# Destel (Reppe)
Pour les articles homonymes, voir Destel.
Le Destel est un ruisseau français qui coule dans le département du Var. C'est un affluent de la Reppe, qui elle-même se jette dans la mer Méditerranée.

## Géographie

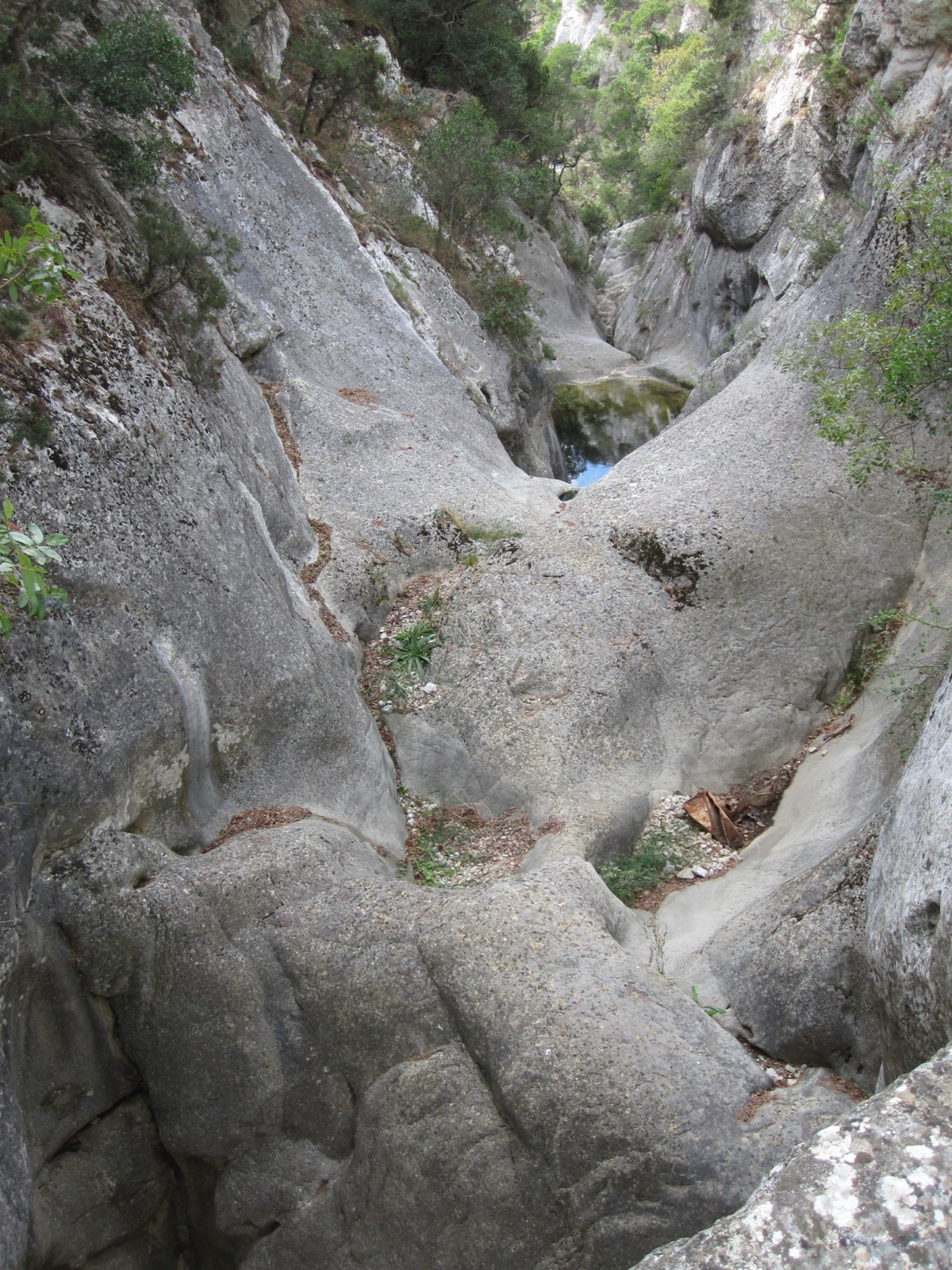
Les marmites du Destel.

D'une longueur d'environ 10 km, il prend sa source à 550 mètres d'altitude, à l'ubac du mont Caume. L'endroit est plus précisément situé au pied du col des Morts, dans le massif de Siou-Blanc. Le ruisseau du Destel n'est pas référencé par le SANDRE.
Le ruisseau s'oriente d'abord à l'ouest au creux du vallon des Cloutés. À la hauteur du lieu-dit « Roboeuf », il alimente un étang. Huit cents mètres après, il s'oriente au sud jusqu'au village du Broussan (commune d'Évenos). Il prend ensuite la direction sud-ouest et s'enfonce progressivement dans de profondes et pittoresques gorges. La force du torrent a creusé tout au long de ce parcours des cavités circulaires appelées « cuves » ou « marmites » du Destel. Le ruisseau rejoint la Reppe dans les gorges d'Ollioules un peu avant la ville d'Ollioules.
Les gorges du Destel sont riches du point de vue géologique mais aussi chargées d'histoire et de légendes. Dans un site qualifié par Victor Hugo de « Vaux d'angoisse », le torrent offre un spectacle unique de rochers à pic aux formes fantastiques, marmites de géants, cirques, grottes, ponts naturels, etc.

### Communes traversées
Le Destel ne coule que dans la seule commune d'Évenos.

## Hydrologie

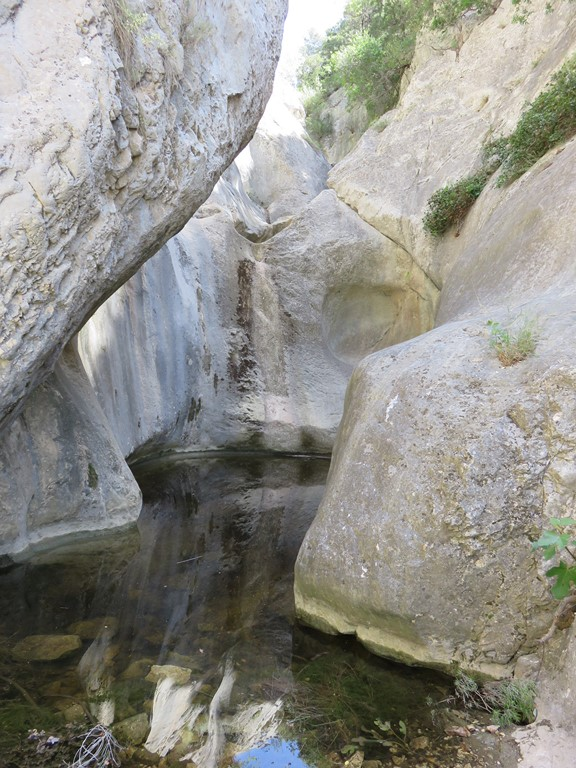
Marmites dans les Gorges du Destel

Placé dans une zone au climat méditerranéen marqué, le torrent est le plus souvent à sec.

## Histoire
Les hommes de la période néolithique (5000 à 2500 ans avant notre ère) habitèrent les lieux au confluent de la Reppe, près de la station de Saint-Estève. Ils s'établirent ensuite dans les nombreuses grottes des gorges, de nombreux vestiges de cette époque y ont été trouvés. L'inscription "Pesto 1720" écrite sur la falaise au pied de Saint-Estève témoigne de l'important passé historique.